# Norrfjärden (Nordanstig)
Norrfjärden is een plaats in de gemeente Nordanstig in het landschap Hälsingland en de provincie Gävleborgs län in Zweden. De plaats heeft 64 inwoners (2005) en een oppervlakte van 56 hectare. De plaats ligt aan de Botnische Golf in de buurt van de plaats Gnarp.